# Gwiazdy typu widmowego F

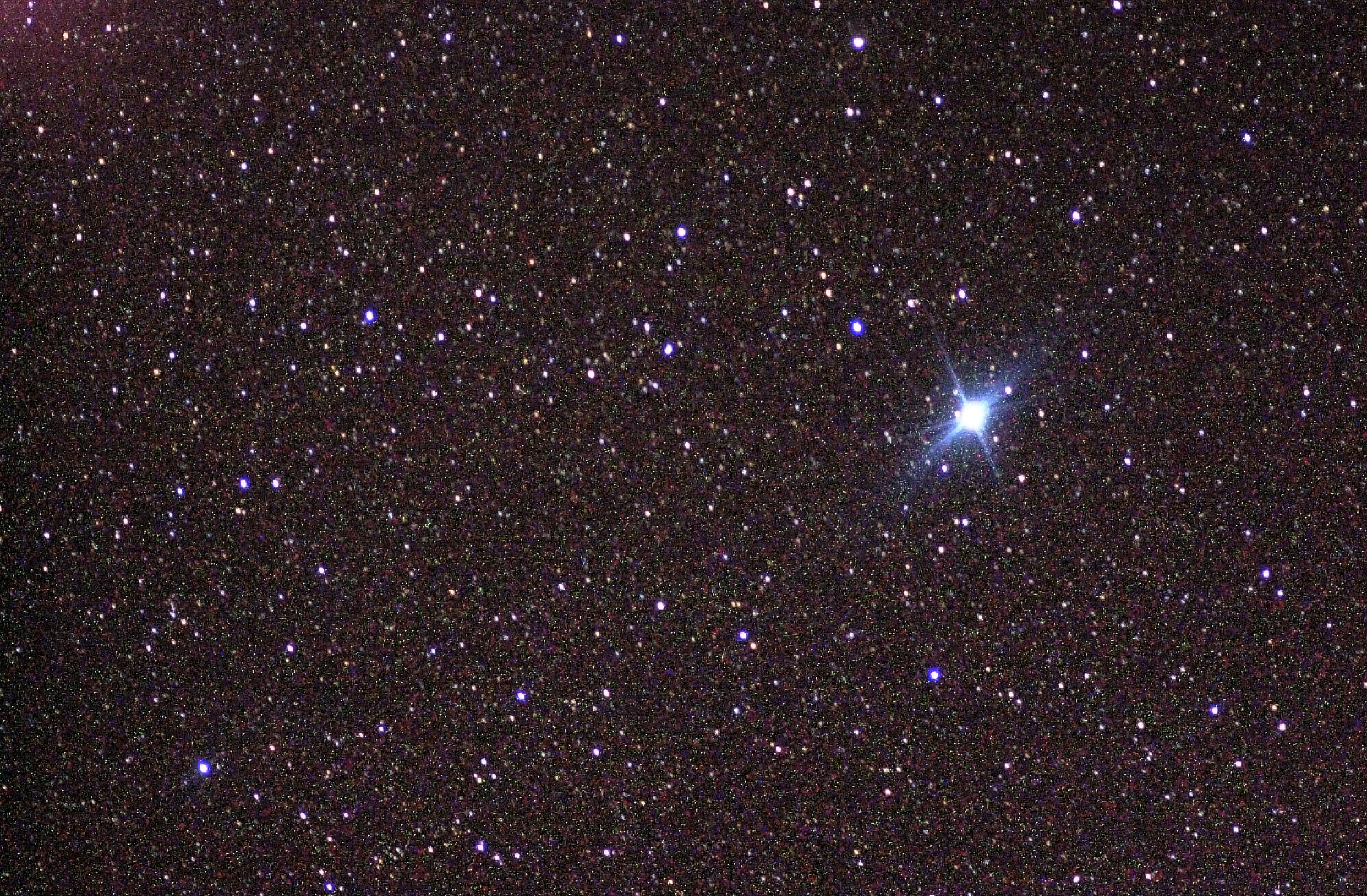
Kanopus, gwiazda typu F0. Zdjęcie wykonane z pokładu ISS.

Gwiazdy typu widmowego F – gwiazdy, których fotosfery mają temperaturę w zakresie 6000–7500 K. Gwiazdy takie mają barwę kremową. Do typu tego należy Procjon (F5), Kanopus (F0) oraz Gwiazda Polarna (F8).
W widmie światła gwiazd typu F linie wodoru są słabsze niż w przypadku gwiazd typu A, ale wciąż są one dominujące. Ich intensywność spada w obrębie typu od podtypu F0 do F9. Liczne są linie metali. Silne linie Ca II H i K przewyższają intensywnością serię Balmera. W podtypie F3 pojawia się pasmo molekularne cząsteczki CH. Występują też linie niezjonizowanych metali.
W gwiazdach typu F nukleosynteza helu zachodzi zarówno w cyklu p-p (charakterystycznym dla gwiazd typów G, K i M) jak i cyklu CNO (zachodzącego w gwiazdach ciągu głównego typów O, B, A) przy czym wydajność obu reakcji jest podobna. 
Typ F jest również przejściowym (pomiędzy O, B, A i G, K, M), jeśli chodzi o prędkość rotacji. W obrębie typu prędkości liniowe na równiku spadają od ponad 100 km/s (stare gwiazdy typu A) do poniżej 20 km/s (stare gwiazdy typu F).

## Przedstawiciele typu
Najbliższą Słońcu gwiazdą typu F (11,4 ly) jest Procjon A. Jest to ósma pod względem jasności obserwowanej gwiazda na niebie.
Składnik A układu potrójnego Alfa Ursae Minoris (która jest obecnie Gwiazdą Polarną) jest cefeidą, która w maksimum blasku należy do typu F7. Składnik B układu jest gwiazdą ciąg główny typu F6.
Gwiazdy typu F stanowią około 11% gwiazd na niebie i około 0,2% gwiazd w naszej galaktyce.